# DANGANバトル スラッグテラ
DANGANバトル スラッグテラ（Slugterra）は、カナダのテレビアニメ。カナダでは2012年9月3日に放映を開始し、2018年8月28日に放映終了した。
地球の奥深くには、そこに生息する小さなナメクジにちなんで名付けられた Slugterra という広大な地下世界が存在します。シェーン家は伝統的に Slugterra の守護者であり、生きた弾薬として使用するために Slugterra を訓練する際にその存在を世界に秘密にしてきました。

## 各話リスト

### シーズン1
| #  | 邦題                       | 原題                              | アメリカ放送日  | 日本放送日     |
| -- | -------------------------- | --------------------------------- | --------------- | -------------- |
| 1  | 地底の世界へ パート１      | The World Beneath our Feet Part 1 | 2012年 10月15日 | 2013年 6月23日 |
| 2  | 地底の世界へ パート2       | The World Beneath our Feet Part 1 | 10月17日        | 6月30日        |
| 3  | ジュールを取り戻せ         | The Trade                         |                 | 7月6日         |
| 4  | ギャングを追い出せ         | The Slugout                       |                 | 7月13日        |
| 5  | 洞くつのゆうれい           | Club Slug                         |                 | 7月20日        |
| 6  | メカビーストで勝負！       | The Slug Run                      |                 | 7月27日        |
| 7  | スラッグ・エネルギーの力   | Mecha Mutiny                      |                 | 8月3日         |
| 8  | ゾンビたちとの対決         | Deadweed                          |                 | 8月10日        |
| 9  | スラッグ強化キャンプ       | Shadows and Light                 |                 | 8月17日        |
| 10 | まぼろしのスラッグを探せ！ | Mario Bravado                     |                 | 8月24日        |
| 11 | メカビースト工場の謎       | Dawn of the Slug                  |                 | 8月31日        |
| 12 | イーライの作戦             | Undertow                          |                 | 9月7日         |
| 13 | ピザ作りで技打ち特訓       | Endangered Species                |                 | 9月7日         |

### シーズン2
1. 新しい仲間　パート1
2. 新しい仲間　パート2
3. 氷河の怪物オーガ
4. 父の秘密
5. バーニング・ワールドの伝説
6. バーピーたちが行方不明？！
7. 強敵ロボ・スラッグ！
8. シェーンの名に恥じぬ者
9. 深海のダークウォーター
10. 信頼と裏切り
11. 出口なき洞くつ
12. ガラクタ置き場の決闘
13. 脅威の種族ダークベイン